# Кармайкл, Монтгомери
Монтгомери Кармайкл (англ. Montgomery Carmichael; 17 мая 1857, Беркенхед — 6 августа 1936, Монтекатини-Терме) — английский писатель. Брат композитора Мэри Кармайкл.
Учился в Бонне и Мюнхене, затем осел в Италии, состоял на второстепенных дипломатических должностях (в частности, с 1892 г. был вице-консулом, затем в 1908—1922 гг. консулом Великобритании в Ливорно, одновременно с 1912 г. консулом в Сан-Марино).
Опубликовал ряд сочинений об Италии, наибольшую популярность завоевала книга «В Тоскане: тосканские города, тосканские типы и тосканский говор» (англ. In Tuscany: Tuscan towns, Tuscan types, and the Tuscan tongue; 1901). Занимался изучением следов пребывания в Италии Тобайса Смоллетта и биографии Франциска Ассизского, перевёл на английский язык текст XIII века «Венчание святого Франциска с Нищетой» (под названием «Госпожа Нищета», англ. The Lady Poverty; 1901). Выпустил также монографию «Шедевр Франча: Очерк истоков образа непорочного зачатия в искусстве» (англ. Francia's masterpiece. An essay on the beginnings of the Immaculate conception in art; 1909). Книга Кармайкла «Жизнь Джона Уильяма Уэлша, члена Королевского общества древностей» (англ. The life of John William Walshe, F. S. A.; 1902), построенная как жизнеописание невыдуманного англичанина, перешедшего в католичество и обосновавшегося в Италии, оказалась мистификацией с автобиографическими элементами, что вызвало нарекания современных автору критиков. Тем не менее, следующий роман Кармайкла, «Одиночки Самбуки» (англ. The Solitaries of the Sambuca; 1914), тоже был написан от лица вымышленного автора. Напечатал также английский перевод драмы Генрика Ибсена «Росмерсхольм» (1890).
Офицер Ордена Британской империи (1920).